# Gudenåkulturen
Gudenåkulturen troddes vara en mesolitisk kultur som daterades till omkring 7300 f.Kr. - 6000 f.Kr.

## Forsningshistoria
Begreppet Gudenåkulturen speds av Therkel Mathiassen i publikationen Gudenaa-Kulturen : En mesolitisk Indlandsbebyggelse i Jylland 1937, vilken lade grunden för kulturen som begrepp.

## Gudenåkulturens upptäckt
Beteckningen Gudenåkulturen började använadas i slutet av 1800-talet men väckte då inget intresse. Nationalmuseet ärvde 1927 en stor samling fornfynd av amatörarkeologen Frode Kristensen. Han hade samlat fynden från 1899 till sin död 1927 längs Gudenåns lopp. Efter detta ökade intresset för materialet. 
Gudenåkulturen studerades av Therkel Mathiassen från 1935 tillsammans med andra arkeologer men också med amatörarkeologer. Man gjorde undersökningar längs Gudenån och flera andra jylländska åar. Det innebar flera mindre utgrävningar och en större utgrävning nämligen av Klosterlundboplatsen vid Karup åns utflöde. Att det genomförde ytgrävning berodde på att Mathiassen trodde att platsen hade en ostörd Gudenåboplats. Utgrävningarna visade att det är en äldre kulturfas av Maglemosekulturen då flinttekniken var sämre än vad man har sett på andra så kallade Gudenåboplatser. Mathiassen konstaterade att fynden bäst stämde överens med Mullerupboplatsen, maglemosekulturens eponyma boplats. Klosterlundboplatsen var ännu äldre, vilket bekräftades av pollenanalyser. Utifrån dessa undersökningar drog Mathiessen den felaktiga slutsatsen att de olika kulturerna Maglemose, Gudenå, Sværdborg och Ertebølle inte avlöste varandra utan var tecken på regionala skillnader. I Själland skulle Maglemose avlösts av Sværdborg-, och sedan  Erteböllekulturen, medan Jylland hade Gudenåkulturen i inlandet och därefter en gradvis framväxande Erteböllekultur längs kusterna. Bägge kulturerna hade ett gemensamt ursprung i  Klosterlundkulturen.  .

## Gudenåkulturens avskaffas inom dansk arkeologi
Flera arkeologer tvivlade under 1950 och 1960-talet på kulturen. After att amanuensen Søren H. Andersen kritiserat kulturen 1971 försvann den som koncept inom den danska arkeologin. Materialet som kulturen byggde på var till största delen ytinsamlat. Ytinsamlade lösfynd är bra för inventeringar, men berättar inget om boplatsernas kultur. Fynd från åtskilda perioder kan ha plöjts upp och blandats på ytan. Gudenåboplatserna var blandade boplatsfynd som hade plockats med olika intensitet på olika platser. De pollenanalyserna som skulle datera fynden saknade koppling till de hittade fornfynden och var därför oanvändbara. De flesta typerna av redskap kunde redan 1937 anknytas till Maglemoskulturen eller Erteböllekulturen. De redskap som Mathiassen ansåg tillhörde Gudenåkulturen, tillhörde alla den jylländska Kongemosekulturen. Mathiassens Klosterlund- och Sværdborgkulturer har även de blivit inlemmade som underfaser av Maglemosekulturen idag. I dag är Gudenåkulturen bara av rent forskningshistoriskt intresse.